# Phosphila dogmactica
Phosphila dogmactica är en fjärilsart som beskrevs av Dyar 1916. Phosphila dogmactica ingår i släktet Phosphila och familjen nattflyn. Inga underarter finns listade i Catalogue of Life.